# Laub Antal
Id. Laub Antal (Dorog, 1852. augusztus 8. – Dorog, 1924. március 20.) mezőgazdász, bortermelő.

## Munkássága
Népiskolai végzettségű mezőgazdász. Nevét a bányatársasággal aláírt szerződés tette ismertté. Mint a dorogi községi tanács tagja járt el a település lakosainak érdekében. A bányászat következményeképpen Dorogon a talajvíz lesüllyedt, a kutak elapadtak. A társaság kifizette a csödbe jutottak föld- és házadóját, továbbá a vezetékes vizet is bevezették. A lakosság még a szénhozamból is részesült. Az egész Európában páratlan szerződés 1944-ig érvényben volt.